# Danial
Danial (em persa: دانيال, também romanizada como Dānīāl; também conhecida como Dāneyā e Dānīā) é uma aldeia do distrito rural de Kelarabad, no condado de Abbasabad, da província de Mazandaran, Irã.
No censo de 2006, sua população era de 1 134 habitantes, em 329 famílias.